# Battleship Potemkin
Battleship Potemkin è un album del 2005 composto da Neil Tennant and Chris Lowe, eseguito dai Pet Shop Boys e dall'orchestra sinfonica di Dresda.
Le quindici tracce sono state composte per accompagnare la proiezione del film muto La corazzata Potëmkin del 1925, intitolato appunto The Battleship Potemkin in inglese.

## Antefatti
Nell'aprile 2003 il direttore dell'Istituto delle Arti Contemporanee di Londra, Philip Dodd chiese a Neil Tennant e Chris Lowe se avrebbero gradito di scrivere una nuova colonna sonora per un film e di eseguirla dal vivo in un concerto libero a Trafalgar Square come parte di una serie di eventi organizzati dal sindaco di Londra Ken Livingstone.
Dopo aver accettato, il duo cominciò a scrivere la musica nello stesso ordine in cui si sarebbe dovuta ascoltare, usando una copia DVD del film in questione come guida. Sin dall'inizio si trovarono di fronte il problema di dover unire la loro musica con l'orchestra. Delle 15 tracce finali, solo tre contengono una parte di testo (testo che venne ispirato dagli eventi del film e dai suoi sottotitoli).
Terminata la stesura della musica, Neil e Chris decisero di chiedere a Torsten Rasch di dirigere l'orchestra dal vivo; la decisione venne presa dopo aver ascoltato una sua direzione in un brano dei Rammstein. Torsten accettò e diresse l'orchestra sia nelle esibizioni dal vivo che nella sala di registrazione durante il luglio 2004.

## Proiezione cinematografica
Il 19 giugno 2013 al Meltdown Festival di Londra la prestigiosa BFI (British Film Institute) ha visionato il film La corazzata Potëmkin nella versione sonora dei Pet Shop Boys, la prima volta cinematografica per la produzione Pet Shop Boys.

### Pubblicazione su DVD
Dopo aver riscontrato un piacevole quanto inaspettato successo pubblico, fu pianificato di pubblicare sia film che colonna sonora in formato DVD. Il progetto doveva essere terminato per il 2005, ma a causa di problemi riguardanti i diritti del film l'uscita del DVD è stata posticipata a data ancora non comunicata.

## Tracce
1. 'Comrades!' – 3:52
2. Men and Maggots – 4:57
3. Our Daily Bread – 0:52
4. Drama in the Harbour – 9:00
5. Nyet – 6:14
6. To the Shore – 3:12
7. Odessa – 6:50
8. No Time for Tears – 4:32
9. To the Battleship – 4:34
10. After All (The Odessa Staircase) – 7:23
11. Stormy Meetings – 1:31
12. Night Falls – 5:55
13. Full Steam Ahead – 1:50
14. The Squadron – 4:24
15. For Freedom – 3:17

## Classifiche
| Classifica (2005) | Posizione massima |
| ----------------- | ----------------- |
| Germania          | 54                |
| Regno Unito       | 97                |